# Adrián López Álvarez
Adrián López Álvarez (Teverga, 8 de janeiro de 1988) é um futebolista espanhol que atua como atacante. Atualmente está sem clube.

## Carreira
Adrian foi revelado pelo Real Oviedo.

## Títulos
Atlético de Madrid
- Liga Europa: 2011–12
- Supercopa da UEFA: 2012
- Copa do Rei: 2012–13
- La Liga: 2013–14

Porto
- Supertaça Cândido de Oliveira: 2018

Málaga
- Torneio da Costa do Sol: 2008

Seleção Espanhola
- Eurocopa Sub-21: 2011

### Prêmios individuais
- Chuteira de Prata da Copa do Mundo Sub-20 de 2007
- Chuteira de Ouro da Eurocopa Sub-21 de 2011
- Time do torneio da Eurocopa Sub-21 de 2011